# Heinrich Eichmann (Politiker)
Heinrich Eichmann (* 2. September 1832 in Hundsangen im Westerwaldkreis; † 11. März 1920 ebenda) war ein deutscher Landwirt und Bürgermeister sowie Mitglied des Provinziallandtages der Provinz Hessen-Nassau.

## Leben
Heinrich Eichmann war ein Sohn des Landwirts Johann Eichmann und dessen Ehefrau Maria Weisbender und stammte aus einer alteingesessenen Familie, die mehrfach im Ort den Bürgermeister stellte.
Er übernahm als gelernter Landwirt den elterlichen Betrieb und war von 1870 bis 1875 als Gemeinderechner in Hundsangen tätig. Im Jahr darauf wurde er zum Bürgermeister ernannt und übte dieses Amt bis zum Jahresende 1913 aus. 
In dieser Eigenschaft erhielt er 1886 ein Mandat für den Nassauischen Kommunallandtag bzw. für den Provinziallandtag der preußischen Provinz Hessen-Nassau, wo er Mitglied des Eingaben- und Rechnungsprüfungsausschusses war. 